# Alien³
Alien³ è un film del 1992 diretto da David Fincher.
Sequel del film Aliens - Scontro finale (1986), è il terzo film del franchise di Alien. Del film è stato realizzato un seguito: Alien - La clonazione (1997).

## Trama
Anno 2179. Sulla USS Sulaco, la nave con la quale il tenente Ellen Ripley, il caporale Hicks, la piccola Newt e l'ormai disattivato androide Bishop stanno tornando sulla Terra, avviene un cortocircuito che provoca un incendio e costringe la nave ad espellere un modulo di salvataggio dove sono contenute le capsule criogeniche per tentare un atterraggio di fortuna su un pianeta, Fiorina "Fury" 161, una colonia penale abitata solo da 25 detenuti con la sindrome 47,XYY, o Sindrome di Jacobs. Tutto questo avviene mentre l'equipaggio è in ipersonno; durante l'espulsione delle capsule uno degli scanner rivela un Facehugger attaccato al volto di uno dei membri dell'equipaggio.
All'impatto con l'angusta superficie del pianeta sopravvive solo il tenente Ripley, che viene miracolosamente tratta in salvo: il caporale Hicks apparentemente morirà in seguito allo sfondamento della sua capsula criogenica da parte di un palo che gli reciderà il cranio, mentre la piccola Newt morirà in stato di incoscienza per annegamento dentro la sua capsula (che ha avuto un cortocircuito) e infine l'androide Bishop, già disattivato e gravemente danneggiato, resta quasi totalmente distrutto in seguito all'atterraggio.
Ripley si riprende dallo stato di post-ibernazione e dalle ferite dell'incidente e apprende la notizia della morte dei suoi compagni di viaggio. Dopo aver visto delle bruciature da acido nel relitto della navetta con cui era atterrata, Ripley sospetta che uno Xenomorfo si sia intrufolato nella Sulaco e che poi sia atterrato insieme a loro su Fiorina 161. Pretende allora di vedere il cadavere di Newt, a cui era emotivamente legata (la considerava quasi una figlia) e convince il dottore a farle un'autopsia per vedere se è stata infettata dallo Xenomorfo, ma dall'analisi non risulta nulla di anomalo.
Ripley chiede ed ottiene di far cremare i corpi di Hicks e Newt nella fornace della colonia penale, in modo che dai loro cadaveri non esca nessuno Xenomorfo eventualmente infiltratosi nei loro corpi. Poco prima che il cordoglio funebre abbia inizio, il cane di un detenuto viene ucciso dalla nascita di uno Xenomorfo ( La morte dell'animale è in realta dovuta al Facehugger che era presente nel modulo di salvataggio). Dal ventre dell'animale fuoriesce quindi una nuova forma di Xenomorfo: quadrupede estremamente feroce e letale. Intanto Ripley deve stare rinchiusa nell'infermeria per non farsi vedere dagli altri prigionieri i quali non accettano le donne nella loro comunità e la loro religione cristiana radicale gli impone di non provare piaceri corporali. Durante il periodo trascorso in infermeria, il dottore le chiede cosa realmente cercasse nel corpo di Newt; Ripley non risponde, e per evitare ulteriormente la domanda consuma un rapporto sessuale con quest'ultimo. Intanto, uno dei prigionieri viene attaccato dallo Xenomorfo, ormai evolutosi velocemente in un esemplare adulto, che lo acceca spruzzandogli acido in faccia e facendolo cadere in una enorme ventola d'aerazione dove viene fatto a pezzi dalle pale.
Ripley non è del tutto convinta che il detenuto sia morto risucchiato dalla ventola. Anzi, sospetta che sia proprio lo Xenomorfo che la perseguita a uccidere i detenuti nella prigione, dove sono stati rinvenuti altri cadaveri più un sopravvissuto che racconta di aver visto un "drago" ammazzare i suoi compagni. Ripley si convince che lo Xenomorfo è reale e racconta tutto al capo della colonia penale Andrews, che però non le crede. La donna decide di controllare il computer di bordo della navetta di salvataggio e per farlo ha bisogno di un suo vecchio amico, l'androide Bishop. Pur di recuperare l'androide, Ripley esce fuori dai complessi dell'infermeria, rischiando di essere violentata da alcuni detenuti, e salvata in extremis dal capo religioso della prigione, Dillon, che colpisce gli aggressori a sprangate.
Recuperato Bishop dai rifiuti, Ripley lo riattiva, anche se l'unica cosa che rimane del robot sono la testa, un braccio e una parte del torace. L'androide saluta felicemente Ripley, contento di rivedere la sua vecchia amica. Bishop si collega infine al computer di bordo della navetta e rivela a Ripley che, effettivamente, uno Xenomorfo sotto forma di uovo, deposto dalla Regina aliena, si era infiltrato nella navetta ed aveva causato un cortocircuito con l'acido uccidendo nell'ipersonno Hicks e Newt. Bishop, inoltre, rivela che gli eventi che sono accaduti sulla USS Sulaco, durante il viaggio di ritorno, erano stati monitorati dalla Compagnia Weyland-Yutani e che gli uomini della Compagnia sanno sempre tutto quello che accade a bordo.
Dopo queste rivelazioni Bishop chiede a Ripley di essere scollegato per sempre, perché, anche se lo riparassero, non sarebbe più al massimo delle sue funzionalità. Ripley acconsente alla richiesta del robot spegnendolo.
Più tardi, durante una conversazione con Clemens, Ripley gli chiede come mai abbia un numero dietro alla nuca come tutti gli altri detenuti. Egli le confessa di aver involontariamente ucciso in stato di ebbrezza dei pazienti in passato, prescrivendo un'eccessiva dose di antidolorifici. Poco dopo questa confessione il dottore viene attaccato e ucciso dall'alieno. Quindi, lo Xenomorfo si avvicina minacciosamente a Ripley, ma la lascia misteriosamente in vita, dopodiché trascina il corpo del dottore nei condotti. Ripley corre ad avvisare gli altri dello Xenomorfo ed assiste insieme a tutti i detenuti all'uccisione del capo della colonia penale, il quale viene trascinato nell'apertura dei condotti dell'aria e smembrato dalla creatura: i detenuti adesso si convincono dell'esistenza dello Xenomorfo. Tutti riuniti, i detenuti terrorizzati discutono il da farsi, domandando soprattutto a Ripley come affrontarlo. Ripley afferma di essere alquanto spaesata poiché questo Xenomorfo agisce in modo diverso rispetto a quelli affrontati in passato (infatti questo Xenomorfo è un Runner, generatosi da un quadrupede) e sostiene che l'unica cosa che li terrorizzava era il fuoco. Ripley chiede se sia possibile isolare il settore, ma Aaron spiega che tutta la tecnologia della prigione è fuori uso.
In seguito, la donna capisce di essere stata infettata durante l'ibernazione nella capsula criogenica sul modulo di salvataggio, e di essere quindi condannata a morire; probabilmente il fatto di essere stata infettata in stato criogenico, ha rallentato significativamente lo sviluppo della creatura dentro di lei. Attraverso una scansione, Ripley scopre inoltre che lo xenomorfo che porta dentro di sé è una regina (spiegando in tal modo perché lo xenomorfo sia così riluttante all'ucciderla). Intanto, il vicecapo della colonia penale Aaron capta un messaggio della Wayland, secondo il quale una loro nave sarebbe atterrata entro poche ore su Fiorina 161 per prelevare il tenente Ellen Ripley e che avrebbero dovuto mantenerla in "quarantena totale".
I prigionieri, guidati dal risoluto Dillon e da Ripley, tentano con vari stratagemmi di imprigionare ed uccidere lo Xenomorfo, ma falliscono al primo tentativo: di fatto, una massiccia esplosione di quinitricetilina causa almeno dieci morti tra i detenuti. Allora decidono di attirarlo usando come esca Ripley e di imprigionarlo dentro un pistone della fonderia, dove sarebbe stato colato del piombo fuso. A seguito di un piano caotico, ma ben architettato, e del sacrificio di tutti i detenuti, compreso Dillon che perisce nel piombo fuso, lo Xenomorfo assassino dapprima riesce a liberarsi dalla colata rovente di piombo, ma quando poi Ripley, braccata dall'alieno gli rovescia addosso l'acqua fredda, la forte escursione termica lo fa esplodere in mille pezzi, uccidendolo. Gli unici sopravvissuti sono Morse, Aaron e Ripley.
Intanto la nave della Compagnia atterra sul pianeta e l'equipaggio raggiunge Ellen Ripley nella fonderia.Tra il personale della compagnia, Ripley incontra il dottor Michael Bishop Weyland, che dichiara di essere il costruttore dell'androide. Costui tenta in vari modi di convincere Ripley ad andare con loro, perché solo la Compagnia potrebbe salvarla, ibernandola ed estraendole chirurgicamente l'embrione Xenomorfo che si trova dentro di lei. Il tenente è molto riluttante a seguire i dottori della compagnia, perché in cuor suo ha capito che il loro intento non è affatto di salvarla, ma di usare lo Xenomorfo per scopi militari.
Dopo il ferimento di Morse da parte di uno dei soldati, Aaron colpisce con una chiave inglese il Dottor Bishop e viene ucciso dagli uomini della compagnia. Ripley, rivelate le vere intenzioni della Weyland-Yutani, decide di gettarsi nel piombo fuso, lasciando esterrefatti gli uomini e i dottori della compagnia. Questi ultimi perdono, così, la grande occasione di studiare lo Xenomorfo. La colonia penale, senza più nessun prigioniero (tranne Morse, che viene portato via), viene chiusa e smantellata. Il film termina col messaggio di Ripley registrato dopo la vicenda della USS Nostromo, che si ripete incessantemente dentro il relitto della scialuppa di salvataggio della USS Sulaco.

## Produzione

Scultura del primo design per Alien³ creato da H.R. Giger

Lo sviluppo della sceneggiatura e la produzione di Alien³ sono state tra le più lunghe e travagliate dell'intero franchise dedicato allo xenomorfo introdotto dal film di Ridley Scott. Inizialmente la stesura dello script viene affidata al celebre scrittore di fantascienza William Gibson, colui che ha contribuito a definire il genere cyberpunk a livello letterario. Tra il 1984 e il 1988 è già stata pubblicata la sua prima grande serie di romanzi: "La trilogia dello Sprawl" (o trilogia dell'agglomerato), destinata a dargli fama e successo presso gli appassionati di fantascienza. In questo stesso periodo viene avvicinato da Walter Hill, David Giler e Gordon Carroll che gli affidano l'arduo compito di creare una storia sequel all'Aliens di James Cameron. La storia prevede un basso profilo per l'eroina Ellen Ripley in quanto rimangono in vita il marine Hicks, la bambina Newt e Bishop che assumono un ruolo più rilevante. Inoltre il possesso della creatura aliena scatena una disputa politica tra l'onnipotente corporazione Weyland-Yutani (che ne vuole fare un'arma biologica) e un gruppo di pianeti socialisti che sono denominati "Unione dei Popoli Progressisti". Lo sciopero degli sceneggiatori offre la giusta scusa ai produttori per cestinare lo script di Gibson, al quale seguiranno diverse stesure per un totale di otto sceneggiatori coinvolti. La visione dello xeno-universo del padre del cyberpunk vede la luce come limited-series a fumetti pubblicata dalla casa editrice statunitense Dark Horse Comics tra il 2018 e il 2019. Il titolo dell'opera è "William Gibson's Alien³" e l'adattamento è curato da Johnnie Christmas, autore sia dei testi che dei disegni. In Italia viene pubblicata dalla SaldaPress sul mensile a fumetti Aliens nei nn.30-32 distribuiti tra settembre e novembre 2019.
Subentrò allora Eric Red, sceneggiatore di The Hitcher - La lunga strada della paura (1986) e di Il buio si avvicina (1987), il quale affiancò l'allora esordiente Renny Harlin, regista che sarebbe in seguito divenuto famoso per 58 minuti per morire - Die Harder (Die Hard 2, 1990) e Cliffhanger - L'ultima sfida (1993). Red tuttavia ebbe dei contrasti con i produttori, mentre il regista non era soddisfatto di come stava procedendo la lavorazione del film: entrambi abbandonarono la produzione.
Fu la volta di David Twohy, che nel 2000 scriverà e dirigerà Pitch Black. Twohy, come Eric Red prima di lui, scrisse una sceneggiatura priva del personaggio di Ellen Ripley, mentre la Fox voleva assolutamente la presenza di Sigourney Weaver nel terzo episodio. Così, all'insaputa di Twohy, i produttori incaricarono Vincent Ward e John Fasano di scrivere una sceneggiatura con protagonista Ripley. Quando Twohy venne informato da un giornalista, si sentì tradito ed abbandonò la produzione, sebbene la Fox gli avesse assicurato che la sceneggiatura di Ward e Fasano fosse pensata per Alien 4.
Intanto John Fasano aveva abbandonato il progetto per dedicarsi alla sceneggiatura di Ancora 48 ore: Greg Pruss prese il suo posto. Nel frattempo nei Pinewood Studios di Londra i preparativi per il film erano iniziati, anche se non c'era ancora una sceneggiatura ufficiale. La Fox cominciò ad avere problemi con Vincent Ward: la sua visione del film era troppo costosa per essere realizzata. I dissapori portarono l'autore ad abbandonare il film, così come anche Greg Pruss (che comunque non lavorò più nel cinema).
Il fatto che come regista venisse scelto l'allora inesperto David Fincher, qui al suo primo lungometraggio con solo esperienza di videoclip non ha aiutato uno sviluppo coerente del progetto. Anche Larry Ferguson, sceneggiatore di Beverly Hills Cop 2, mise le mani sulla sceneggiatura ma la sua visione lasciò delusi sia Fincher che la Weaver: tutto si fermò di nuovo.
Walter Hill e David Giler vennero chiamati d'urgenza per cercare di risollevare la situazione. Presero alcuni elementi della sceneggiatura di Twohy e li mischiarono con quella di Ward e Fasano. Il tutto passò per le mani di un nuovo sceneggiatore, Rex Pickett, che miscelò ulteriormente le varie sceneggiature. Alla fine il film venne girato con questa sceneggiatura spuria. Tuttavia nelle sale è uscita una versione abbondantemente tagliata del film, così che la storia è stata ulteriormente modificata, e questo spiega le grandi differenze tra la versione cinematografica e quella director's cut. James Cameron è rimasto profondamente deluso da Alien³, affermando che i produttori di tale film hanno stravolto la storia tagliando fuori i personaggi che erano comparsi nel secondo episodio della saga.
I crediti del film presentano Vincent Ward come ideatore della storia, Dan O'Bannon e Ronald Shusett come ideatori dei personaggi, Walter Hill, David Giler e Larry Ferguson come sceneggiatori. Stranamente non viene citato David Twohy, sebbene sia sua l'idea del pianeta trasformato in colonia penale.

## Distribuzione

### Edizioni home video
Solo nel 2003, a 11 anni dall'uscita nei cinema ed in occasione del cofanetto per l'home video Alien Quadrilogy, il film venne ripresentato al pubblico nella sua interezza, con le tante scene tagliate o cambiate rimesse insieme. Alcune delle scene hanno subito dei cambiamenti a livello estetico e stilistico: gli Stringifaccia vengono mostrati in modo diverso dai precedenti film, uno di essi viene perfino trovato (alcune immagini si potevano vedere nei materiali pubblicitari dell'epoca), il primo Alien non viene fuori da un cane, ma da un bovino e la morte di Ripley presenta un'inquadratura più ravvicinata. In tutto sono 30 minuti, più un finale alternativo (nessuna nascita del queenbuster quando Ripley si getta nella fornace della fonderia).
Questa versione estesa della pellicola, denominata "Assembly Cut", sebbene non venga considerata una vera e propria director's cut, in quanto non vide la diretta collaborazione di Fincher, è stata accolta in maniera più positiva rispetto alla controparte da sala, in quanto ha un maggiore impatto in termini di contenuti e sviluppo sui personaggi.

## Accoglienza

### Critica
Il film ha ricevuto recensioni miste. Il sito aggregatore di recensioni Rotten Tomatoes riporta che il 44% delle 126 recensioni professionali ha dato un giudizio positivo sul film, con un voto medio di 5,6 su 10 e il consenso: "Alien³ prende rischi ammirevoli con la mitologia del franchise, ma troppo pochi vengono ripagati in un sequel scarsamente sceneggiato, la cui grafica elegante non è sufficiente per ravvivare una mancanza di emozioni autentiche." Su Metacritic il film riceve un punteggio medio di 59 su 100 basato su 20 critiche.
La sceneggiatura del film fu particolarmente criticata, e una parte che suscitò giudizi negativi sia dai fan che dai critici fu la decisione della morte di Hicks, Newt e Bishop nella scena d'apertura. Anche l'attore Michael Biehn e il regista del capitolo precedente James Cameron non apprezzarono tale scelta, mentre Mark Schultz, autore di alcuni fumetti della saga, la definì "uno schiaffo ai fan che si erano affezionati a quei personaggi. Però, d'altra parte [...] mi sento quasi di ammirare l’audacia del film nel provocare 'l'attesa dell’inatteso'. Ma, in ogni caso, ammetto che mi ha egoisticamente infastidito che, con Alien³, le mie storie non rientrassero più nel canone ufficiale."
Lo stesso regista David Fincher ha rinnegato il film; in un'intervista al The Guardian nel 2009, ha affermato: "Nessuno lo odiava più di me; ad oggi, nessuno lo odia più di me". Fincher ha attribuito l'insuccesso della pellicola ai produttori, che gli imposero scarsa fiducia e libertà creativa.

## Riconoscimenti
- 1993 - Premio Oscar
  - Candidatura - Migliori effetti speciali a Richard Edlund, Alec Gillis, Tom Woodruff Jr. e George Gibbs
- 1993 - Premio BAFTA
  - Candidatura - Migliori effetti speciali a Richard Edlund, George Gibbs, Alec Gillis e Tom Woodruff Jr.
- 1993 - MTV Movie Awards
  - Candidatura - Miglior sequenza d'azione (La caccia degli Aliens nei tunnel)
- 1993 - Saturn Award
  - Candidatura - Miglior film di fantascienza
  - Candidatura - Miglior regia a David Fincher
  - Candidatura - Miglior attrice protagonista a Sigourney Weaver
  - Candidatura - Miglior attore non protagonista a Charles S. Dutton
  - Candidatura - Miglior sceneggiatura a David Giler, Walter Hill e Larry Ferguson
  - Candidatura - Migliori costumi a Bob Ringwood e David Perry
  - Candidatura - Migliori effetti speciali a George Gibbs, Richard Edlund, Alec Gillis e Tom Woodruff Jr.
- 1993 - Premio Hugo
  - Candidatura - Miglior rappresentazione drammatica
- 1993 - Golden Reel Award
  - Candidatura - Miglior montaggio sonoro (ADR)
- 1992 - Fangoria Chainsaw Awards
  - Candidatura - Miglior attrice a Sigourney Weaver
  - Candidatura - Miglior attore non protagonista a Charles S. Dutton

## Adattamenti
Un romanzo basato sulla sceneggiatura (contenente molte delle scene tagliate, poi rimontate nell'edizione speciale) fu scritto da Alan Dean Foster e la Dark Horse Comics pubblicò una mini-serie di tre numeri, contenente l'adattamento a fumetti della pellicola.
Nel settembre del 2019 la Dark Horse Comics pubblicò un audiolibro con le voci di Lance Henrisken e Michael Biehn, rispettivamente nei panni di Bishop e Hicks dopo oltre trent'anni, basati sulla sceneggiatura non utilizzata di William Gibson con il titolo di "Alien3: the unproduced screenplay".
Vennero pubblicati quattro videogiochi d'azione direttamente ispirati al film:
- Alien³ (1992, vari computer e console)
- Alien³ (1993, Super Nintendo)
- Alien³ (1993, Game Boy)[16]
- Alien³: The Gun (1993, arcade)[17]